# Trisulfure de titane
Pour les articles homonymes, voir Sulfure de titane.
Le trisulfure de titane est un composé chimique de formule TiS3. Il est formé de cations de titane à l'état d'oxydation +4 liés chacun à un anion sulfure S2− et un anion disulfure S22−. Il se présente comme un solide noir à cristaux en forme d'aiguilles à l'éclat gras ou argenté rappelant celui du graphite. Six atomes de soufre entourent chaque atome de titane en formant un prisme trigonal déformé, l'ensemble des prismes s'arrangeant de telle sorte que les atomes de titane soient alignés en formant une chaîne continue avec les anions sulfure tandis que les anions disulfure sont disposés latéralement et orthogonalement à cet axe, les liaisons S−S disposées comme les marches d'une échelle. Cette structure cristalline particulière lui confère des propriétés électroniques anisotropes intéressantes, notamment comme semiconducteur bidimensionnel. TiS3 est ainsi un semiconducteur de type n avec une largeur de bande interdite d'environ 1 eV dont la mobilité électronique varie de 80 cm2/V/s le long de l'axe a à 40 cm2/V/s le long de l'axe b.
Il est possible de faire croître des barbes cristallisées de quelques millimètres de long directement par transport chimique (en) à partir des éléments à 500 °C en utilisant l'excès de soufre comme gaz de transport,.

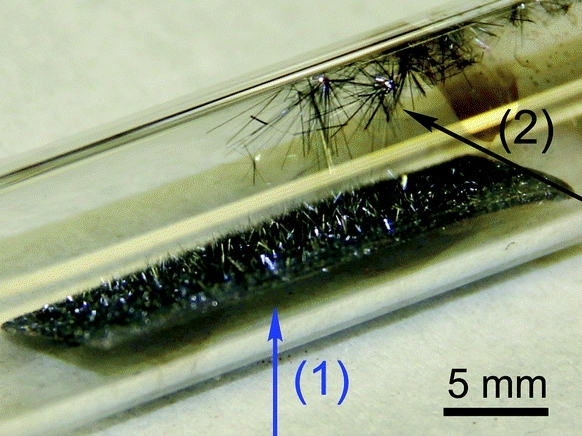
Barbes de TiS3 cristallisé à la surface du quartz (2)[1].
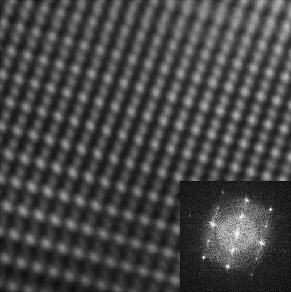
Microscopie électronique en transmission de ce matériau avec sa transformée de Fourier rapide en bas à droite[7].